# Deinocheirus
Deinocheirus ("fruktansvärd hand") är ett släkte dinosaurier känt från fossil hittade i Gobiöknen (Mongoliet), där den tros ha levt under Yngre kritaperioden för cirka 70 milj. år sedan. Den tillhörde de strutsliknande ornithomimosaurierna, men är betydligt större än de flesta andra kända släktena i gruppen. Deinocheirus var länge i huvudsak känd från ett par kolossala framben som gjorde att den länge var något av ett mysterium inom forskarvärlden fram till det att mer kompletta fossil beskrevs under 2010-talet.

## Historia

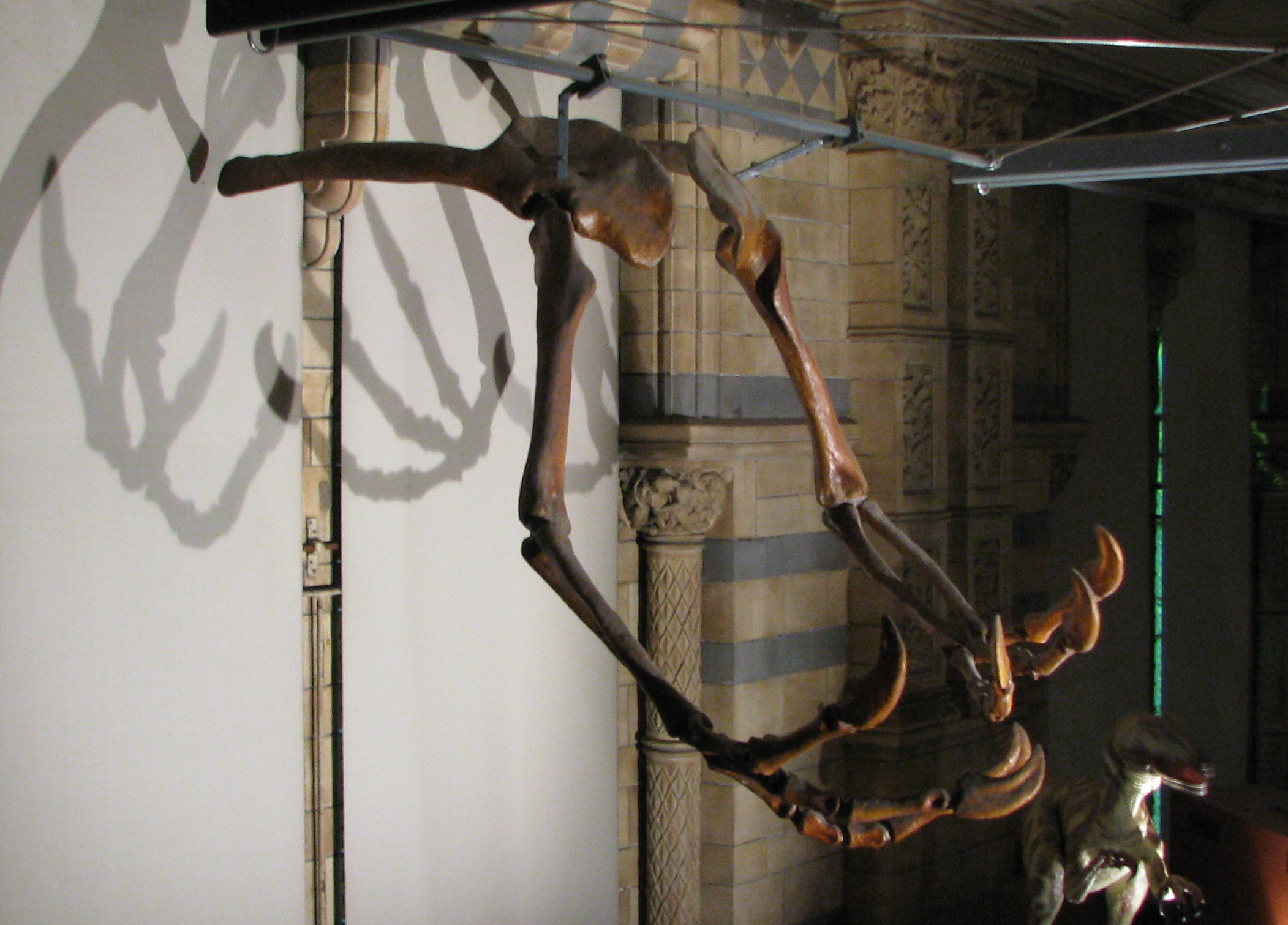
Montage av Deinocheirus framben.

Deinocheirus beskrevs vetenskapligt 1970 av Halszka Osmólska och Ewa Roniewicz baserat på ett fossil påträffat i Gobiöknen 1965 som omfattade det mesta av ett par stora framben, korpben, skulderblad samt några bitar av revben och kotor. Osmólska och Roniewicz konstaterade att de stora frambenen skilde sig från de förhållandevis små framben som kännetecknade de flesta stora rovdinosaurier som då var kända och slöt sig till att Deinocheirus representerade en tidigare okänd familj carnosaurier som fick namnet Deinocheiridae.
Under åren 2006-2010 genomförde forskare från Korea Institute of Geoscience and Mineral Resources och Paleontological Center of the Mongolian Academy of Sciences ett gemensamt projekt där de åkte på årliga expeditioner till Gobiöknen för att gräva efter fossil. Under dessa expeditioner återfann man platsen där det första fossilet efter Deinocherius hittats och påträffade även delar från två ytterligare skelett som kunde tillföras släktet. De nya fynden presenterades på Society of Vertebrate Paleontologys årsmöte 2013 och undersöktes i en studie som publicerades i Nature 2014.

## Beskrivning

Deinocheirus storlek i jämförelse med en människa.

Fossila fynd visar att Deinocheirus som andra ornithomimosaurier var ett utpräglat tvåbent djur med förhållandevis litet, avlångt huvud med tandlös näbb på en lång hals, gracila framben med vassa klor och lång svans. Deinocheirus var emellertid tyngre byggd än hos andra ornithomiosaurier, och ryggkotornas taggutskott var ovanligt långa och tycks ha bildat en puckel. Bakbenen var ganska korta jämfört med andra ornithomimosauriers och hade fötter med tillplattade klor. Deinocheirus förefaller således ha varit klumpigare byggd och långsammare än de flesta närbesläktade dinosaurier och ha gått med något mer upprätt hållning. 
När Deinocheirus först blev vetenskapligt känd uppskattade Osmólska och Roniewicz att den varit ungefär lika stor som en Tyrannosaurus. Mer kompletta fynd har visat att kroppslängden uppgick till omkring 11 meter och totalvikten till drygt 6 ton.

## Taxonomi
När Deinocheirus beskrevs 1970 ansågs den tillhöra gruppen carnosauria, som de flesta stora theropoder räknades till på den tiden. Osmólska och Roniewicz uppfattade den emellertid som så pass säregen att de upprättade en ny familj till den, Deinocheiridae. Samtidigt konstaterades frambenen efter Deinocheirus likna dem hos Ornithomimus, men Osmólska och Roniewicz ansåg sig inte kunna bedöma om det berodde på konvergent evolution eller nära släktskap. Deinocheirus likheter med ornithomimosaurierna observerades emellertid även av Rozhdestvensky, som menade att likheterna berodde på nära släktskap.
Att Deinocheirus tillhörde Ornithomimosauria bekräftades under 2010-talet med mer kompletta fossil studerades. Det konstaterades även att familj Deinocheiridae (med släktena Deinocheirus, Beishanlong och Garudimimus) bildar en systergrupp till Ornithomimidae.

## Ekologi

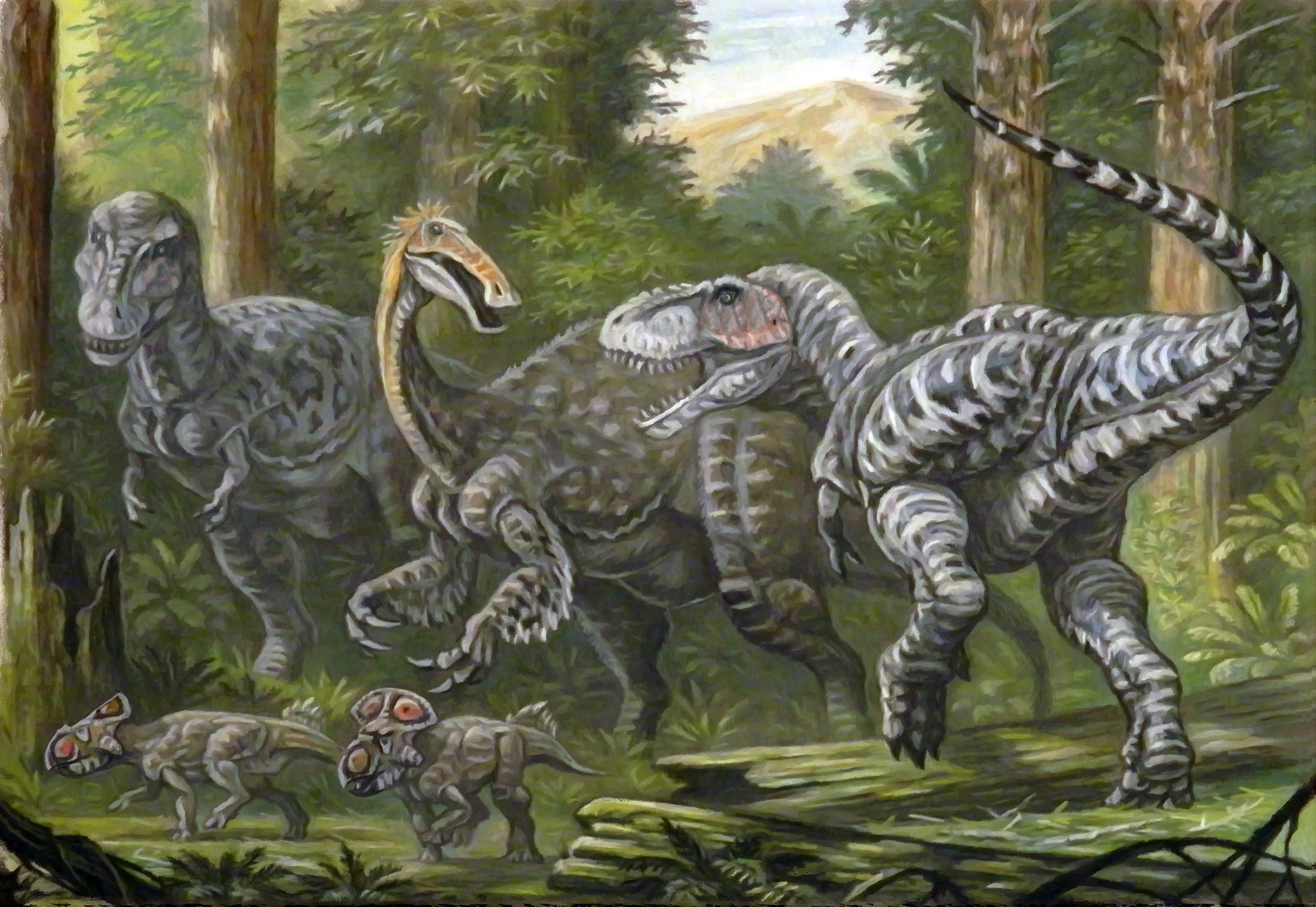
Illustration av Deinocheirus i sammanstötning med Tarbosaurus.

Analyser av fossiliserat maginnehåll bestående av gastroliter och fiskfjäll tyder på att Deinocheirus var allätare. Fossilfynd visar också att Deinocheirus i sin tur kan ha utgjort utgöra föda åt rovdinosaurien Tarbosaurus: en del återfunna ben från typexemplaret efter Deinocheirus har bitmärken som tros ha åstadkommits av Tarbosaurus tänder. Samtidigt tror forskare att Deinocheirus storlek kan ha varit ett bra skydd även mot de största predatorerna.